# San Camilo de Lelis (título cardenalicio)
El T´titulo de San Camilo de Lelis (italiano: San Camillo de Lellis) es un título cardenalicio creado por el papa Paulo VI el 5 de febrero de 1965. La iglesia en la que reside la diaconía se encuentra en el Municipio IV al noreste de Roma, en la vía Sallustiana con via Piemonte.

## Titulares
- Paul Zoungrana, M. Afr.  (22 de febrero de 1965 - † 4 de junio del 2000)
- Juan Luis Cipriani Thorne (21 de febrero de 2001 - en funciones )